# Échecs avancés
Les Échecs avancés (Advanced chess en anglais), quelquefois appelé Cyborg chess, sont une variante du jeu d'échecs où le joueur d'échecs se fait assister d'un ordinateur et de programmes d'échecs.

## Histoire
Ce type de jeu, qui a pour objectif d'améliorer la qualité du jeu tout en évitant les erreurs humaines qui entachent certaines parties, a été présenté en juin 1998 par Garry Kasparov et Veselin Topalov dans un match de 6 parties organisé dans la ville de León, dans le nord-ouest de l'Espagne. Garry Kasparov a utilisé le moteur Fritz 5 et Veselin Topalov ChessBase 7.0. Le match s'est terminé par une égalité de 3-3.
Plus tard, la ville a accueilli le tournoi à d'autres reprises, mais avec quelques discontinuités. En 1999, 2000 et 2001 il a été remporté par Viswanathan Anand et, en 2002, par Vladimir Kramnik.
À partir de 2005, les modes de jeu ont changé et les échecs avancés se sont transformés en échecs avancés en style libre, où le joueur, appelé Centaure, peut également se faire assister d'une équipe d'autres joueurs ou de programmes d'échecs informatiques.

## Le jeu de León
Les adversaires sont dans un salon, mais chacun devant leur ordinateur. Le temps assigné est d'une heure pour les deux. Les adversaires entrent dans le programme et prennent en compte la réponse s'ils la modifient. Dans les cas, assez fréquents, dans lesquels deux ou plusieurs coups sont considérés équivalents par l’ordinateur, le joueur choisit celui qui est le plus correct du point de vue stratégique.
Tout au long du jeu, l'image de l'écran du joueur est visible, agrandie, sur un grand écran devant le public afin qu'il puisse suivre, en plus des mouvements, le développement du plan stratégique du joueur.
Dans une pièce séparée se trouve un commentateur, connecté avec les ordinateurs des joueurs, qui explique et analyse à son tour, pour le bénéfice du public, les mouvements les plus significatifs des deux.

## Les échecs avancés en style libre
Depuis 2005 les échecs avancés se sont développés, se libérant progressivement du conditionnement des premiers tournois de León et devenant en fait ce que nous pouvons définir « échecs avancés en style libre » ou même « échecs style libre » (freestyle chess en anglais). Ils ne doivent pas être confondus avec les échecs aléatoires Fischer, qui sont aussi appelés « freestyle chess ».
Ces nouveaux tournois, en effet, se déroulent entre des joueurs qui peuvent utiliser n'importe quel support, à la fois humain et technique, pour sélectionner les meilleurs coups possibles. Il est donc permis de consulter des livres et des grands maîtres d'échecs, mais surtout le logiciel d'échecs le plus important[Quoi ?], comme cela a longtemps été le cas dans le jeu par correspondance.
La différence fondamentale entre les échecs par correspondance et les échecs avancés en style libre est l'utilisation du temps. En fait, alors que dans les premiers vous avez des temps très longs (les parties durent même quelques années!), dans les deuxièmes les temps sont encore plus bas que ceux attendus pour les jeux traditionnels, généralement une heure à tête[Quoi ?] + 15 secondes pour chaque coup, et vous devez faire face à la pendule. En bref, toute consultation et analyse est autorisée, mais seulement dans les délais établis.

## Le centaure
Albert Einstein aurait dit:
« Les ordinateurs sont incroyablement rapides, précis et stupides. Les hommes sont incroyablement lents, inexacts et intelligents. L'ensemble des deux constitue une force incalculable. » [réf. nécessaire]
Le joueur d'échecs avancés en style libre est normalement appelé centaure, terme mythologique approprié pour définir le travail conjoint de l'homme et l'ordinateur. L'intégration étroite entre l'homme et la machine est en effet fondamentale. Dans les échecs traditionnels, on peut compter seulement sur la qualité du joueur d'échecs, tandis que la vitesse et la capacité d'analyse de la machine comptent dans les tournois entre ordinateurs.
La véritable force du centaure est d'être capable de « combiner » la capacité stratégique, qui appartient à l'esprit humain, avec la suprématie analytique de l'ordinateur. Et quand la « combinaison » atteint le juste équilibre entre l'humain et le composant électronique, vous créez une synergie profonde et le centaure devient un des plus forts joueurs d'échecs au monde et peut produire des parties qui confinent à la perfection. C'est précisément pour cette raison que les échecs avancés en style libre ont été récemment définis comme étant la "Formule 1" du jeu des échecs[Par qui ?].

## Les tournois des échecs avancés en style libre

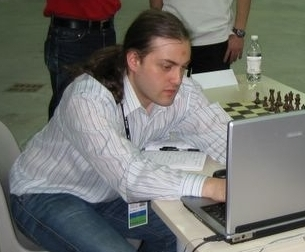
Eros Riccio

Au cours des dernières années il y a eu, dans le monde, un certain nombre de tournois d'échecs avancés en style libre pour centaures (centaure = joueur humain assisté par ordinateur). Le plus important a été le PAL/CSS Freestyle-tournament, parrainé par le PAL-Groupe (Abu Dhabi), qui a eu un niveau de jeu très élevé et les lauréats, dans l'ordre chronologique, ont été les suivants :
- Zacks (Steven Cramton et Stephen Zackery, USA) ;
- Zorchamp (Hydra (ordinateur d'échecs), Émirats arabes unis) ;
- Rajlich (Vasik Rajlich, Hongrie) ;
- Xakru (Jiri Dufek, République tchèque) ;
- Flying Saucers (Dagh Nielsen, Danemark) ;
- Ibermax (Anson Williams, Angleterre) et
- Ultima (Eros Riccio, Italie).

Des tournois similaires ont été organisées par le serveur d'échecs par correspondance FICGS (Chess Freestyle Cup), par ChessBase (Computer Bild Spiele Schach Turnier) et par Infinity Chess (Welcome Freestyle Tournament, Christmas Freestyle Tournament, 1° Freestyle Masters 2009, 1° IC Freestyle Tournament 2012, etc.).
Eros Riccio a été le joueur le plus titré du freestyle. En fait, sur la base des résultats obtenus dans les tournois d'échecs avancés, a été développé par Infinity Chess une classification spéciale Elo pour les centaures, qui voit en première place Sephiroth (Eros Riccio) avec 2 755 points Elo, en deuxième place Ultima (Eros Riccio) avec 2 715 points Elo et troisième Rajlich (Vasik Rajlich) avec 2 712 points Elo.